# Aithér (časopis)
Aithér je odborný filozofický časopis, který publikuje studie týkající se řecké a latinské filozofické tradice. Jedná se o elektronické recenzované periodikum, které vydává dvakrát ročně Filozofický ústav Akademie věd ČR.

## Charakteristika
Časopis Aithér je věnovaný klasickému myšlení od nejstarších prvopočátků řecké kultury po první, stále ještě latinské krůčky novověku.
Primárně je zaměřený na filozofii, pokrývá nicméně kompletní spektrum humanitní vzdělanosti, nakolik poskytuje nezbytné zázemí a východisko relevantní filozofické reflexi. Kromě filozofických je tedy otevřen zejména teologickým, religionistickým, klasickofilologickým, historickým i literárněvědným pojednáním klasické problematiky.
Časopis je vydáván česky, články mají anglické abstrakty.
Každé čtvrté číslo je čistě cizojazyčné – Aither International Issue, publikuje příspěvky v angličtině, francouzštině i němčině.
Od roku 2009 vychází dvakrát ročně. Šéfredaktorem je Kryštof Boháček. ISSN 1803-7860.